# Iseljenički muzej u Splitu
Iseljenički muzej u Splitu, bila je muzejska ustanova koja je djelovala u Splitu od 1937. godine do početka Drugoga svjetskoga rata. Nastala je kao podružnica Iseljeničkoga muzeja u Zagrebu. Kustos muzeja bio je prvi hrvatski iseljenički novinar Ivan Lupis Vukić. 